# (35868) 1999 JP68
1999 JP68 (asteroide 35868) é um asteroide da cintura principal. Possui uma excentricidade de 0.15301090 e uma inclinação de 2.26678º.
Este asteroide foi descoberto no dia 12 de maio de 1999 por LINEAR em Socorro.